# Т
Т, т е буква от кирилицата (19-а в българската, 20-а в руската и беларуската азбука, 22-рата в сръбската и 23-та в украинската азбука). Обозначава беззвучната венечна преградна съгласна /t/ или /tʲ/. В старобългарската и църковнославянска азбука има название твърдо. Буква Т в глаголицата се изписва така  и има числова стойност 300, в кирилицата стойността ѝ също е 300. Кирилската буква Т произлиза от гръцката буква Т (тау).